# Pascasi de Viena
Pascasi fou arquebisbe de Viena del Delfinat al començament del segle iv. Morí cap al 310 o 312. No se'n sap més de la seva vida. És venerat com a sant per l'Església Catòlica i l'Ortodoxa, i celebrat localment el dia 22 de febrer.